# Empar Vicent Sanahuja
Empar Vicent Sanahuja (les Alqueries, 1935 - Plana Baixa, 21 de novembre de 2008) fou una militant carlina, també coneguda com a Amparín.

## Biografia
Va nàixer a les Alqueries del Niño Perdido,(Plana Baixa) l'any 1935 i va morir soltera el 21 de novembre de 2008. Militant carlista des de la seua infantesa, seguint la tradició dels seus pares,evolucionà al mateix ritme que ho feia el Partit i la dinastia proscrita dels Borbó-Parma, pels qui tenia una especial predilecció. Pertanyia a una família de llauradors pobres com ho va ser ella tota la vida, incrementada per causa de la seua malaltia crònica.
Tanmateix, la seua inquietud intel·lectual la va inclinar cap a la fotografia, la poesia i també cap al periodisme, al qual va dedicar gran part de la seua vida com a corresponsal de Levante de Castelló, Castellón Diario, i Heraldo, i com a col·laboradora també de Laplanaaldia.com.
Durant els anys cinquanta, seixanta i setanta, la seua activitat política en el si la Comunió Tradicionalista primer, i del Partit Carlista del País Valencià, després, va ocupar gran part de les seues activitats, organitzant i participant en tot tipus d'actes polítics. Durant l'últim franquisme, va organitzar i formar part de la Mesa Democràtica del seu poble amb un nodrit grup de carlistes locals. Estava totalment vinculada a les activitats culturals i festeres, raó per la qual va ser una de les més actives persones que van treballar per la segregació de les Alqueries que, fins a 1985, pertanyien al municipi de Vila-real. Per tot això, el municipi li va fer una homenatge l'any 2006.
Totes aquestes activitats li van permetre recopilar un munt de documentació formant un important arxiu que conté dibuixos, fotografies, negatius, enregistraments i retalls de premsa que, tot plegat, reflecteix diverses facetes de la vida social, cultural, esportiva, política, festiva i municipal del poble de les Alqueries. És especialment significativa la documentació fotogràfica, original e inèdita, referida a la lluita per la segregació i posterior constitució del municipi. Pocs mesos abans de la seua mort, a causa d'una llarga malaltia, va donar l'arxiu a Caixalqueries, a canvi de poder rebre una pensió vitalícia amb la que pogués viure dignament per tal de compensar les seues penúries econòmiques.